# Cova del Roure
La cova del Roure o galeria del Roure és una cavitat i jaciment prehistòric que es troba a Morella la Vella, al municipi de Morella, al País Valencià. En ella s'hi poden trobar representades 28 figures, entre antropomorfes i zoomorfes i en elles, s'hi representa un grup de quatre arquers que encercla un altre grup de tres arquers. Algunes veus suggereixen que podria ser la representació més antiga de la guerra. Foren descobertes el 1917 per José Senent Ibáñez. El 2018 se'n feu una restauració. Aquestes pintures daten de fa entre 7200 i 7400 anys.